# Cyber Shinobi
The Cyber Shinobi (También conocido como  Shinobi Part 2) es un videojuego de acción scroll producido por Sega que fue lanzada para Master System en 1990. Es el tercer juego de Shinobi para la Consola (Seguido por Alex Kidd in Shinobi World) y sirvió como una secuela original temática-futurista de Shinobi. El juego fue lanzado exclusivamente en Europa, Australia y Brasil, y se interrumpió en otros mercados.
- Datos: Q7728537